# Trije zakoni robotike
Tri zakone robotike je zastavil pisatelj Isaac Asimov v delu Jaz, robot (1942). 
Ti zakoni narekujejo:
1. Robot človeka ne sme poškodovati oziroma s svojim nedelovanjem dopustiti, da bi se človek poškodoval.
2. Robot mora ubogati ukaze, razen če so v nasprotju s prvim zakonom.
3. Robot mora zaščititi sebe, razen če je to v nasprotju s prvima zakonoma.

Asimov je kasneje dodal tudi Ničti zakon robotike, ki je močnejši od prvih treh zakonov in ki pravi, da mora robot delovati v interesu človeštva, saj je človeštvo pomembnejše od posameznika.
0. Robot ne sme škodovati človeštvu oziroma mu škodovati s svojim nedelovanjem.
Leta 1974 je Lyuben Dilov v romanu Ikarusova pot (Icarus's Way) uvedel četrti zakon robotike, ki preprečujejo zamenjavo človeku podobnih robotov z ljudmi:
4. Robot se mora v vsakem primeru jasno predstaviti kot robot.
Peti zakon je uvedel Nikola Kesarovski v zgodbi  Peti zakon robotike (The Fifth Law of Robotics).
5. Robot se mora zavedati, da je robot.
Zakone se uporablja tudi v modernem svetu, pri proizvodnji običajnih robotov .